# Жозе Карлос Кракко Нето
Жозе Карлос Кракко Нето (порт. José Carlos Cracco Neto), більш відомий як Зека (порт. Zeca, нар. 16 травня 1994, Паранаваї) — бразильський футболіст, захисник клубу «Баїя».
Виступав, зокрема, за клуб «Сантус», а також олімпійську збірну Бразилії.
Дворазовий переможець Ліги Пауліста. У складі олімпійської збірної Бразилії — олімпійський чемпіон.

## Клубна кар'єра
Народився 16 травня 1994 року в місті Паранава. Вихованець юнацьких команд футбольних клубів ЕФ «Сау Карлос», «Сантус» та «Америка» (Сан-Паулу).
У дорослому футболі дебютував 2014 року виступами за команду клубу «Сантус», кольори якого захищав до 2018 року.
З 2018 виступає за «Інтернасьйонал».
З 2020 на правах оренди виступає за клуб «Баїя».

## Виступи за збірну
З 2015 по 2016 рік  захищав кольори олімпійської збірної Бразилії. У складі цієї команди провів 9 матчів. У складі збірної — учасник футбольного турніру на Олімпійських іграх 2016 року у Ріо-де-Жанейро.

## Титули і досягнення
«Сантус»
- Переможець Ліги Пауліста (2): 2015, 2016

Бразилія (ол.)
- Олімпійський чемпіон (1): 2016